# Pegomya vittithorax
Pegomya vittithorax är en tvåvingeart som först beskrevs av Stein 1908.  Pegomya vittithorax ingår i släktet Pegomya och familjen blomsterflugor.
Artens utbredningsområde är Kanarieöarna. Inga underarter finns listade i Catalogue of Life.